# Oddział Wydzielony „Myszyniec”
Oddział Wydzielony „Myszyniec” – oddział wydzielony Wojska Polskiego II Rzeczypospolitej walczący w kampanii wrześniowej 1939 roku.
Oddział Wydzielony „Myszyniec” sformowany został na bazie komisariatu Straży Granicznej „Myszyniec” jako element ubezpieczenia Samodzielnej Grupy Operacyjnej „Narew” na odcinku obrony „Ostrołęka”. W jego skład weszły pododdziały trzech formacji: Straży Granicznej, Obrony Narodowej i wojska. 1 września 1939 walczył z jednostkami niemieckiej 1 Brygady Kawalerii. Po ciężkich walkach na rubieży ubezpieczeń przeszedł do odwodu 42 pułku piechoty. Mocno osłabiony, walczył pod Łętownicą i Andrzejewem. Resztki oddziału dołączyły do Samodzielnej Grupy Operacyjnej „Polesie”. Był najdłużej walczącym w kampanii wrześniowej zwartym pododdziałem Straży Granicznej.

## Komisariat Straży Granicznej „Myszyniec”
Komisariat Straży Granicznej „Myszyniec”, usytuowany na północnym skraju Puszczy Zielonej, do stycznia 1939 roku był prawoskrzydłowym komisariatem Obwodu Straży Granicznej „Przasnysz”. Długość odcinka komisariatu SG „Myszyniec” wynosiła około 20 km. Na przedpolu rozmieszczone były placówki I linii: „Warmiak”, „Antonia Grądzka”, „Dąbrowy”, „Łosicha” i „Pelty”. W samym Myszyńcu znajdowała się placówka II linii „Myszyniec”, a na południe od miejscowości 2 posterunki: w Łysem i w Ostrołęce.
Ogólny stan komisariatu w czasie pokoju wynosił 2 oficerów i 45 podoficerów oraz 2 osoby cywilne. Rozkazem nr 2 z 16 stycznia 1939 roku w sprawie przejęcia odcinka granicy polsko-niemieckiej od Korpusu Ochrony Pogranicza na terenie Mazowieckiego Okręgu Straży Granicznej oraz przekazania Korpusowi Ochrony Pogranicza odcinka granicy na terenie Wschodniomałopolskiego Okręgu Straży Granicznej, komendant Straży Granicznej płk Jan Gorzechowski wydzielił komisariat „Myszyniec” z Obwodu SG „Przasnysz” i przydzielił go do Obwodu SG „Łomża”.
W końcu sierpnia 1939 komisariatowi podporządkowano placówkę SG I linii „Cyk”. Z chwilą wysadzenia mostów nie miałaby ona możliwości dołączenia do macierzystego komisariatu SG „Zaręby”.

## Batalion ON „Kurpie”
W maju 1939 w Ostrołęce został sformowany Kurpiowski batalion Obrony Narodowej. Żołnierze rekrutowali się wyłącznie z ludności lokalnej. 20 sierpnia 3 kompania ON por. Józefa Szewczyka weszła w skład Oddziału Wydzielonego „Myszyniec” i została przegrupowana w rejon przygraniczny z zadaniem przygotowania stanowisk obronnych oraz patrolowania granicy.
W sierpniu pozostałe kompanie batalionu również przeszły na pozycje bojowe. Kompania ON „Kadzidło” zajęła pozycje w rejonie wsi Zalesie. Kompania „Ostrołęka” okopała się na skraju lasu w rejonie wsi Łodziska .

## Skład oddziału wydzielonego
Wiosną 1939 roku generalny inspektor sił zbrojnych, marszałek Polski Edward Śmigły-Rydz powołał Samodzielną Grupa Operacyjna „Narew”. Jej zadaniem była między innymi obrona północno-wschodniego odcinka frontu oraz utrzymanie linii rzek Narwi i Biebrzy. Zgodnie z planem operacyjnym dowódcy SGO „Narew” zorganizowany został między innymi odcinek obrony „Ostrołęka”. Bronić odcinka miał 42 pułk piechoty, wzmocniony batalionem ON „Ostrołęka”, szwadronem 5 puł oraz jednym dywizjonem 18 pal. Osłonę na kierunku Ostrołęka – Myszyniec miał zapewnić Oddział Wydzielony „Myszyniec”:
W początkach maja 1939 komisariat otrzymał pluton wzmocnienia w sile 60 rezerwistów, dowodzony przez ppor. Hisztyna. Utworzono też 2 patrole minerskie z wcześniej specjalnie przeszkolonych strażników. Dowódcą jednego z patroli został kpr. Szymocha. Patrole minerskie zaminowały mosty w Myszyńcu i w Zawodziu. Na mostach ustanowiono posterunki, zaczęto również budować zasieki i kopać rowy przeciwczołgowe, rezerwistami wzmocniono placówki.
Wkrótce na odcinek komisariatu „Myszyniec” przybyły dodatkowe oddziały wzmocnienia.
Na dowódcę oddziału wydzielonego wyznaczono komisarza (kpt.) Wacława Smakosza. Był to doświadczony oficer, uczestnik I wojny światowej. W skład oddziału wydzielonego weszły:
- komisariat Straży Granicznej „Myszyniec” w sile 2 oficerów, 105 podoficerów i szeregowych
- 1 szwadron 5 pułku ułanów pod dowództwem por. Jerzego Roszkowskiego;
- kompania ON pod dowództwem por. Szewczyka z batalionu ON „Ostrołęka”
- pluton cekaemów
- 1 działon przeciwpancerny
- obsługa karabinu przeciwpancernego

Na stacji kolejowej Myszyniec stał do dyspozycji kpt. Smakosza pociąg osobowo-towarowy, na wypadek częściowej lub całkowitej ewakuacji oddziału.

## Działania oddziału wydzielonego
Ugrupowanie Oddziału Wydzielonego „Myszyniec”
- linia placówek Straży Granicznej: Pełty, Łosicha, Dąbrowy, Antonia Grądzkie, Warmiak
- pierwsza pozycja oporu Myszyńca
  - pluton cekaemów i pluton strzelecki z kompanii ON „Myszyniec” w okopach, na skraju miasta i cmentarza żydowskiego
  - dwa plutony kompanii ON „Myszyniec” w okopach na północnym skraju miasta, po obu stronach szosy Myszyniec – Ostrołęka
  - spieszony pluton z 1/5 puł z 2 cekaemami i działkiem ppanc. w okopach przy domkach ok. 1,5 km na wschód od Myszyńca
  - szwadron 5 puł z sekcją pionierów jako odwód w Drężku, z gotowością do kontrataku na korzyść obu skrzydeł OW lub obsadzenia II pozycji
  - stanowisko dowodzenia OW „Myszyniec” w budynku komisariatu Straży Granicznej
  - pluton wzmocnienia Straży Granicznej jako odwód zgrupowany w okolicy kościoła
  - punkt zborny załóg placówek po wycofaniu się z linii alarmowej
  - punkt obserwacyjny na lewym skraju Myszyńca
  - punkt sanitarny i wozy taborowe przy stacji kolejki wąskotorowej

Incydent graniczny
25 sierpnia 1939 od strony niemieckiej granicę patrolował pododdział kawalerii. Na wysokości placówki Straży Granicznej „Pełty” dowodzący 12 osobowym patrolem kapral, a za nim jego podkomendni zsiedli z koni i zaczęli skradać się w kierunku placówki. Polski wartownik strzelił w stronę Niemców i tym samym zaalarmował placówkę. Niemcy ostrzelali budynek placówki. W placówce znajdowało się 9 strażników granicznych i około 12 rezerwistów z plutonu wzmocnienia. Rozpoczęła się obustronna strzelanina. W jej wyniku zastrzelony został dowódca niemieckiego patrolu. Polacy strat nie ponieśli. Nazajutrz przybyli do Myszyńca dowódca GO „Narew” gen. bryg. Czesław Młot-Fijałkowski, komendant główny Straży Granicznej gen. bryg. Walerian Czuma, komendant Mazowieckiego Inspektoratu Okręgowego Straży Granicznej płk Witold Chmura, dowódca 42 pułku piechoty ppłk Wacław Malinowski, komendant Obwodu Straży Granicznej „Przasnysz” mjr Niedzielski, oraz oficer wywiadu wojskowego kpt. Bruner.
Zabitym okazał się Niemiec pochodzenia polskiego. Miał przy sobie rozkaz bojowy dla patrolu na dzień 25 września 1939. Zadaniem patrolu miało być związanie placówki ogniem i odcięcie jej drogi odwrotu do Myszyńca. Ciało niemieckiego podoficera przekazano stronie niemieckiej na punkcie przejściowym w Dąbrowach.
Ugrupowanie do działań
Oddział Wydzielony „Myszyniec” na pierwszej pozycji ugrupowany został w trzech rzutach. Pierwszy rzut, z zadaniem dozorowania granicy, stanowiło 6 placówek i linii Straży Granicznej, wzmocnionych żołnierzami plutonu wzmocnienia. Drugi rzut stanowiła 3 kompania ON por. Szewczyka, wzmocniona plutonem ckm i działonem przeciwpancernym. Trzeci rzut, odwód oddziału wydzielonego, rozmieszczony został w Drężku, a stanowił go 1 szwadron 5 pułku ułanów. Stanowisko dowodzenia kpt. Smakosz utrzymywał w budynku komisariatu w Myszyńcu. W rejonie Dylewa stała reszta batalionu ON „Kurpie” kpt. Kazimierza Nowickiego, wsparta plutonem artylerii 42 pp pod dowództwem kpt. Bolesława Uhmana. Dowódca OW nie miał z sąsiadem z tyłu łączności telefonicznej, a ewentualne współdziałanie byłoby mocno utrudnione.
Walki 1 września 1939
Rano 1 września 1939 pododdziały niemieckiej 1 Brygady Kawalerii przeszły grancie w rejonie Myszyńca. Placówki Straży Granicznej podjęły walkę i zgodnie z planem wycofały się do Myszyńca. Kapitan Smakosz nakazał patrolowi minerskiemu wysadzić most na Rozodze w Zawodziu.
Przed Myszyńcem obrońcy przygotowali zasieki i rów przeciwczołgowy. Prawdopodobnie jednostki 1 BK skorzystały z przewodników rekrutujących się spośród kolonistów niemieckich, ominęły przeszkody i uderzyły w bok kompanii ON por. Szewczyka. Ta nie wytrzymała natarcia i zaczęła się cofać. Rezerwiści, na widok wozów pancernych, rozpoczęli odwrót graniczący z paniką. Część żołnierzy kompanii ON pobiegła ratować swoje rodziny i mienie. Dowódca OW zdecydował się wykorzystać swój odwód. Szwadron por. Roszkowskiego w sile około 80 ludzi nie zdołał jednak zatrzymać natarcia niemieckiego. Również ułanom udzieliła się atmosfera paniki. W mieście walkę podjęła grupa strażników granicznych. Była to pozostałość plutonu wzmocnienia, obsada placówki II linii „Myszyniec” i placówki „Cyk”.
Dowódca oddziału wydzielonego zdecydował przenieść obronę na II linię oporu w Wydmusach. Stanowiska II linii osłonięte były rowem przeciwpancernym przygotowanym w lipcu i sierpniu przez rezerwistów z kategorią „C”. Pluton cekaemów pod dowództwem sierżantów Karcza z ON i Barana z 42 pp, zajął dogodne stanowisko ogniowe i stanowił ubezpieczenie, a cały oddział zatrzymał się na odpoczynek. Odpoczynek nie trwał jednak długo i we wczesnych godzinach popołudniowych do stanowisk OW dotarły patrole niemieckie na motocyklach, wozach pancernych i konno. Ogień cekaemów powstrzymał na krótko posuwanie się nieprzyjaciela, ale Niemcy zaczęli okrążać szczupły polski oddział. Zagrożony okrążeniem kpt. Smakosz zarządził wycofanie na III pozycję. Problemem był brak amunicji do posiadanych karabinów Lebela i Berthiera. W plutonie ckm ON pozostał już tylko jeden Hotchkiss posiadający amunicję.
Stanowiska na III pozycji obsadzone zostały przez przysłaną z odwodu kompanię ON „Kadzidło”. Wycofujące się z II pozycji pododdziały dotarły do niej około 16.00. Pluton ckm st. sierż. Karcza z ON z działkiem ppanc wszedł w ugrupowanie kompanii „Kadzidło” i wzmocnił jej obronę. Szwadron 5 puł por. Jerzego Roszkowskiego przeszedł do Tatar i zabezpieczył prawe skrzydło, a kompania Straży Granicznej zabezpieczyła skrzydło lewe. Osłabiona kompania ON „Myszyniec” (bez plutonu w styczności) stanowiła odwód i rozmieszczona została przy stacji Siarcza Łąka. Tabor i punkt sanitarny skierowano do Kadzidła, a rannych odwieziono kolejką do szpitala w Ostrołęce.
Potencjał obronny pozycji Siarcza Łąka, mimo wzmocnienia jej przez kadzidlańską kompanię ON, był niewielki. Pluton ubezpieczający odwrót nie powrócił.
Wieczorem na plebanii w Kadzidle kpt. Smakosz złożył meldunek dowódcy 42 pułku piechoty, ppłk. Wacławowi Malinowskiemu. Podjęte zostały decyzje o podporządkowaniu OW „Myszyniec” nowo sformowanego Oddziałowi Wydzielonemu „Łaziska”, dowodzonemu przez dowódcę III/42 pułku piechoty mjr. Feliksa Chmielewskigo.
Walki 2 września 1939
Około 8.00 nieprzyjaciel uderzył na pozycje OW „Myszyniec” w Siarczej Łące. Pozycji broniły: kompania SG, kompanie ON „Kadzidło” i „Myszyniec” w centrum, 7 kompania 42 pp na lewym skrzydle oraz szwadron 5 puł na skrzydle prawym. Nacierał spieszony pułk niemieckiej kawalerii, wsparty samochodami pancernymi i motocyklami uzbrojonymi w karabiny maszynowe.
Około 9.30, zagrożona obejściem obsada „Siarczej Łąki” zaczęła się wycofywać, częściowo na Kadzidło, częściowo na Strzałki. Osłonę wycofania zabezpieczał działon z rejonu Kadzidła oraz cekaemy przydzielone do 7 kompanii 42 pp i szwadronu 5 puł.
Około 12.00 pododdziały zaczęły wycofywać się dalej w kierunku Dylewa. W walce ciężko ranny został dowódca kompanii ON, por. Józef Szewczyk.
W Dylewie w okresie lata również przygotowano umocnienia obronne. Rozbudowa fortyfikacyjna tej rubieży nie została jednak dokończona.
Po południu na rubieży Dylewa niemiecka kolumna czołgów nie przeszła do pościgu za pododdziałami OW „Myszyniec”, a ubezpieczając się od południa szwadronem 1 pułku ułanów, skręciła w kierunku Baranowa i Przasnysza. Polski pluton ckm podpuścił niemieckie elementy ubezpieczenia możliwie najbliżej własnych stanowisk i otworzył ogień. Zaskoczenie było duże. Spieszeni ułani przeszli do obrony, ale szybko wycofali się w kierunku na Kadzidło. Polacy zdobyli kilkanaście koni. Ze strony polskiej poległ dowódca placówki „Cyk” oraz 2 strażników.
Stanowiska w rejonie Dylewa również były nie do utrzymania i kpt. Smakosz wydał rozkaz cofnięcia się o 2 km na południe, gdzie na linii Olszewka – Łodziska była przygotowana pozycja obronna III batalionu 42 pułku piechoty. Stąd resztki kompanii ON „Kadzidło” i „Myszyniec”, o łącznej sile około kompanii, oraz pododdział Straży Granicznej odeszły do Ostrołęki, do dyspozycji dowódcy 42 pułku piechoty.
Dalsze działania
Stan OW „Myszyniec” zmniejszył się. Szwadron 5 pułku ułanów wrócił do macierzystego pułku, a kpt. Smakosz dysponował tylko plutonem Straży Granicznej, plutonem wzmocnienia i słabym plutonem z kompanii ON „Myszyniec”.
W dniach od 4 do 9 września Niemcy nie przejawiali większej aktywności na odcinku „Ostrołęka”. Pluton wzmocnienia ppor. Hisztyna odszedł na uzupełnienie jednej z kompanii piechoty. Oddział kpt. Smakosza maszerował razem z 18 Dywizją Piechoty spod Ostrołęki w kierunku na Zambrów, początkowo przez Miastkowo, dalej skręcił na południe przez Konarzyce – Szumowo do Andrzejewa. Tu otoczona pod Łętownicą i Andrzejewem dywizja została rozbita, a żołnierze OW „Myszyniec” przebijali się przez Czyżew – Bielsk do Białowieży. Tam dołączyli do 5 pułku ułanów. W szeregach dywizji kawalerii „Zaza” dotarli pod Kock. Do Kocka kpt. Smakosz doprowadził 19 ludzi, głównie spośród Straży Granicznej. W końcowej fazie walk kpt. Smakosz służył jako oficer wywiadowczy. Z dniem 5 października 1939 OW „Myszyniec” przestał istnieć. Był to najdłużej walczący oddział Straży Granicznej w kampanii wrześniowej 1939.